# Enacrosoma frenca
Enacrosoma frenca är en spindelart som beskrevs av Levi 1996. Enacrosoma frenca ingår i släktet Enacrosoma och familjen hjulspindlar. Inga underarter finns listade i Catalogue of Life.